# Sophie MacMahon
Sophie MacMahon (* 29. Januar 1997 in Dublin, Irland) ist eine irische Cricketspielerin, die seit 2017 für die irische Nationalmannschaft spielt.

## Aktive Karriere
MacMahon gab ihr Debüt in der Nationalmannschaft im Mai 2017 im WODI-Cricket bei einem Vier-Nationen-Turnier in Südafrika. Im Mai 2019 gab sie dann ihr Debüt im WTwenty20-Cricket gegen die West Indies. In der Folge erzielte sie unter anderem in der WODI-Serie gegen Südafrika im Sommer 2022 42 Runs. Auch wurde sie für den ICC Women’s T20 World Cup 2023 nominiert.